# Judith avec la tête d'Holopherne (Fontana, Bologne)
Pour les articles homonymes, voir Judith et Holopherne.
Judith avec la tête d'Holopherne – en italien Giuditta con la testa di Oloferne – est un tableau réalisé par la peintre italienne Lavinia Fontana vers 1595-1600. De format vertical, cette huile sur toile est une peinture religieuse qui illustre un épisode du Livre de Judith, dans l'Ancien Testament. Elle figure Judith et sa servante à mi-corps devant un fond bleu, leurs regards convergeant vers le point de vue du spectateur. Vêtue d'une robe rouge, la jeune Juive brandit l'épée avec laquelle elle a décapité Holopherne, dont elle tient de la main gauche, par les cheveux, la tête barbue, qui occupe l'angle inférieur droit de la composition. L'œuvre est conservée au musée Davia Bargellini, à Bologne, en Émilie-Romagne.